# Gelis fenestralis
Gelis fenestralis är en stekelart som först beskrevs av Charles Thomas Brues 1910.  Gelis fenestralis ingår i släktet Gelis och familjen brokparasitsteklar. Inga underarter finns listade i Catalogue of Life.